# Walther Bothe
Walther Bothe, punim imenom Walther Wilhelm Georg Bothe (Oranienburg, Brandenburg, Njemačka, 8. siječnja 1891. – Heidelberg, Baden-Württemberg, Njemačka, 8. veljače 1957.), njemački fizičar. Doktorirao (1914.) na Sveučilištu u Berlinu. Profesor u Giessenu i Heidelbergu, gdje od 1934. vodi Institut za fiziku. Pri proučavanju kozmičkog zračenja uvodi metodu koincidencije (podudarnost događaja), kojom je omogućeno mjerenje najsićušnijih vremenskih razmaka (intervala). Ta mu je metoda omogućila potvrdu očuvanja energije i impulsa u subatomskim procesima, za koje su vremena kraća od milijardinke sekunde dovoljno duga za odvijanje mnoštva procesa. Za metodu koincidencije i za otkrića koja je postigao s pomoću te metode dobio je Nobelovu nagradu za fiziku 1954. Iste je godine nagrađen i Max Born.

## Kozmičke zrake
Kozmičke zrake ili kozmičko zračenje je zračenje visoke energije koje dopire na Zemlju iz svemira. 
Još početkom 20. stoljeća je opaženo da se nabijeni elektroskopi nakon nekog vremena sami od sebe izbijaju čak i onda kada su smješteni u hermetički zatvorenu posudu. 
Isprva se vjerovalo da je izbijanje posljedica ionizacije zraka, koja potječe od zračenja radioaktivnih tvari u Zemlji. No, ubrzo se pokazalo da ta ionizacija ne opada s porastom visine, nego, naprotiv, neznatno raste. 
Na osnovi pokusa američkog fizičara austrijskoga podrijetla Victora Hessa, s ionizacijskim komorama koje su balonima bile podizane u vis, postavljena je teorija da zračenje koje uzrokuje ionizaciju potječe iz svemira, jer je utvrđeno da ne može dolaziti sa Sunca, jer se ionizacija nije promijenila za vrijeme potpune Sunčeve pomrčine 1912. Istraživanja u narednim godinama su pokazala da je kozmičko zračenje izvanredno prodorno i da se djelomično sastoji od električki nabijenih čestica. S obzirom na to da na kozmičke zrake djeluje Zemljino magnetsko polje, one se gibaju zavojito i nije moguće odrediti odakle dolaze (ishodište nastajanja).
Izrazito brzi razvoj tehnike i instrumenata nakon Drugog svjetskog rata (usavršeni detektori, radio teleskopi, baloni i sateliti, elektronski uređaji) omogućio je daljnje istraživanje kozmičkoga zračenja. Pritom su se prvenstveno proučavali uvjeti stvaranja primarnoga zračenja tako visoke energije i visokoenergetski subatomski procesi, od kojih su mnogi prvi put opaženi upravo kod kozmičkoga zračenja. Međutim, podrijetlo kozmičkoga zračenja nije do danas potpuno razjašnjeno.

## Djelovanje neutrona, prisilne nuklearne pretvorbe
Između neutrona i atomskih jezgri nema odbojne Coulombove sile, pa su te čestice vrlo prikladne za ispitivanje nuklearnih sila i jezgrenih reakcija. Poznato je da neutroni izlaze iz atomskih jezgri kad se laki elementi obasjavaju alfa-česticama. Kao izvor neutronskih zraka danas se mnogo upotrebljava smjesa radona i berilija. Radon emitira alfa-čestice s energijom od 5,3 MeV. One oslobađaju iz berilija neutrone s energijom od 10 MeV. Ti se neutroni zovu "brzi". Vrlo brzi neutroni mogu se proizvesti pri obasjavanju litija brzim deuteronima. Reakcija glasi:
{\displaystyle {}_{1}^{2}\mathrm {H} +{}_{3}^{7}\mathrm {Li} \rightarrow {}_{4}^{8}\mathrm {Be} +{}_{0}^{1}\mathrm {n} }
Energetski je ta reakcija vrlo povoljna jer berilij ima znatno veću energiju vezanja od litija i deuterona. Pri tom procesu oslobađa se energija od 25 MeV. Emitirani neutroni imaju toliku energiju povećanu još za kinetičku energiju deuterona.
Važno je da se ispituju djelovanja neutrona različitih brzina. Brzi neutroni mogu se usporiti tako da se puste kroz laki materijal, na primjer parafin ili vodu. Pri elastičnom srazu s jednako teškim jezgrama neutron izgubi priličan dio svoje energije. Nakon mnogih srazova neutron poprimi toplinsku energiju atoma s kojima se sukobljuje. Takvi usporeni neutroni zovu se toplinski ili termički. Na sobnoj temperaturi neutron ima energiju oko 0,04 eV. 
Rezultati o raspršenju brzih neutrona na atomskim jezgrama potvrđuju prijašnje rezultate. Ukupan broj raspršenih elektrona možemo zorno prikazati kao i pri raspršenju alfa-čestica, udarnim presjekom. Raspršenje brzih neutrona je takvo kao da atomske jezgre predstavljaju male zapreke s površinom R2∙π, R je polumjer atomske jezgre. Udarni presjeci reda su veličina 10-28 m2. To daje za promjer jezgre prihvatljivu veličinu od 10-14 m. Pokusima se opaža, da se udarni presjeci povećavaju prema teškim jezgrama. Oni rastu kao A2/3, što znači da polumjer jezgre raste s A1/3 u skladu s prijašnjim rezultatima.
Sasvim drugu sliku nalazimo za raspršenje sporih neutrona. Udarni presjek naglo raste kad se umanjuje brzina neutrona. Za male brzine udarni presjek može biti 1 000 puta veći od geometrijskog presjeka atomske jezgre. To nije u skladu s našim uobičajenim predodžbama. Te neobične pojave objasnila je tek valna mehanika. Osim toga, kod određenih brzina opaža se nagli porast udarnog presjeka. Ova mjesta rezonancije u uskoj su vezi s kvantnim skokovima atomskih jezgri u viša energetska stanja.
Pri elastičnom raspršenju neutrona ne mijenja se atomska jezgra, koja ih raspršuje. Zanimljivi su procesi kod kojih se vrše strukturne promjene jezgre. Razmotrit ćemo najvažnije tipove reakcija koje izazivaju neutroni. 
Prelazni član između elastičnog raspršenja i nuklearnih pretvorbi čini proces, kod kojeg jedan brzi neutron pogađa atomsku jezgru, a jedan znatno sporiji biva odaslan. Atomska jezgra zadržava pri tom razliku energije i ostaje u pobuđenom stanju. Pobuđena jezgra može tad izbaciti još jedan neutron. Takav proces našli su prvi W. Bothe i Wolfgang Gentner 1937. obasjavajući fosfor 15P31 neutronima kojih je energija veća od 10 MeV:
{\displaystyle {}_{13}^{31}\mathrm {P} +{}_{0}^{1}\mathrm {n} \rightarrow {}_{15}^{30}\mathrm {P} +{}_{0}^{1}\mathrm {n} +{}_{0}^{1}\mathrm {n} }
Vidjeli smo da su neutroni vezani energijom oko 8 MeV uz jezgru. Brzi neutron koji prodre u atomsku jezgru ostavlja upravo potrebnu energiju za emisiju još jednog drugog neutrona. To je samo jedan od mnogih primjera kako jezgrene reakcije neposredno potvrđuju naše predodžbe o energijama vezanja.

## Vanjske poveznice
|  | Zajednički poslužitelj ima još gradiva o temi Walther Bothe |